# 稚子塚站

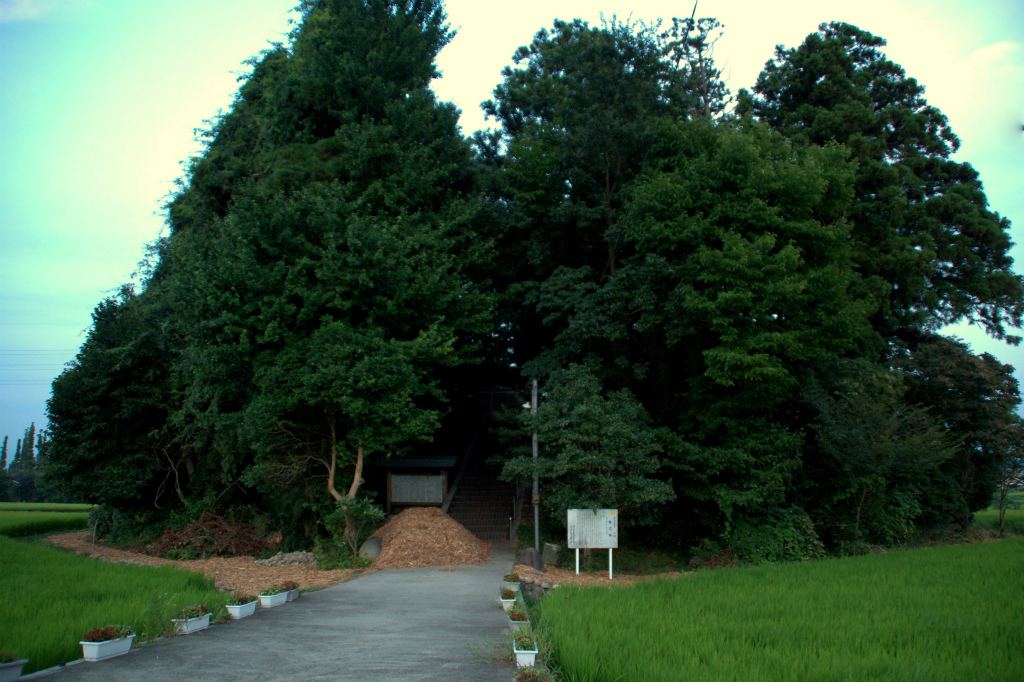
與車站名稱有關的「稚兒塚」。現時為富山縣及立山町的指定史蹟。

稚子塚站（日语：／ Chigozuka eki */?）是隸屬於富山地方鐵道的鐵路車站，座落於富山縣中新川郡立山町，為立山線的車站，車站編號為T44。本車站只停普通列車，並全部可直通至本線至電鐵富山站。站名源自位於車站北方約700米、一個在5世紀時所修建的一座圓拱型古墓「稚兒塚」。不過按距離來計，寺田站與稚兒塚的距離倒比由本站出發為近。
車站四周以農地為住，民居較為分散，主要服務寺田壽町（寺田ことぶき町）及靠近車站的大字二塚（二ツ塚）的居民，另外100米內亦有町立立山北部小學校，因此仍有通學乘客使用。

## 車站結構
採用簡易車站模式，只在南端近出入口的月台上設置了一個有蓋及座椅的候車亭，月台上其餘部份均為露天，有效長度為3輛。出入口旁邊沿月台基座建了兩個有蓋的單車停泊處，是2015年為車站翻新時順道加設的改善工程項目。

### 月台配置
1面1線的側式月台，不能作交換之用。雖然車站曾在數年前進行過改善工程，但至今仍只能以梯級上落，而未設有無障礙斜道。月台大致與開站時期相同，大部份月台基座都是由圓石塊所砌成，只有向寺田站方向的一小部份因應令使月台能停靠3輛編成的列車，而用了鋼架及鋼板搭成延長部份。
列車靠站時，往立山站方向為左側上落，往電鐵富山站方向為右側上落。
| 路線    | 方向 | 目的地           | 備註 |
| ------- | ---- | ---------------- | ---- |
| ■立山線 | 上行 | 電鐵富山方向     |      |
| ■立山線 | 下行 | 岩峅寺、立山方向 |      |

## 歷史
- 1931年：

- 8月15日：富山電氣鐵道富山田地方站～上市口站、寺田站～五百石站開通，本站作為中途站開業，開站時稱為「浦田站」。
- 10月1日：改稱「稚子塚站」。

- 1942年10月31日：被廢站[4]。
- 1946年：車站重新使用[4]。
- 2019年3月16日：增設車站編號[5]。

## 利用人數
| 乘車人員推算 | 乘車人員推算    | 乘車人員推算 |
| 年度         | 1日平均上落人數 |              |
| ------------ | --------------- | ------------ |
| 1998年       | 66              |              |
| 1999年       | 63              |              |
| 2000年       | 63              |              |
| 2001年       | 63              |              |
| 2002年       | 61              |              |
| 2003年       | 57              |              |
| 2004年       | 51              |              |
| 2005年       | 50              |              |
| 2006年       | 58              |              |
| 2007年       | 66              |              |
| 2008年       | 61              |              |
| 2009年       | 57              |              |
| 2010年       | 60              |              |
| 2011年       | 58              |              |
| 2012年       | 58              |              |
| 2013年       | 56              |              |
| 2014年       | 50              |              |
| 2015年       | 61              |              |
| 2016年       | 66              |              |
| 2017年       | 63              |              |
| 2018年       | 65              |              |

## 相鄰車站
富山地方鐵道
■立山線
特急「立山」、「阿爾卑斯」（只限15/4至30/11）、快速急行（下行）
通過
普通
寺田（T08）-稚子塚（T44）－田添（T45）

## 外部連結
- 富山地方鐵道稚子塚站公式網頁。 （页面存档备份，存于）（日語）